# Người Moro

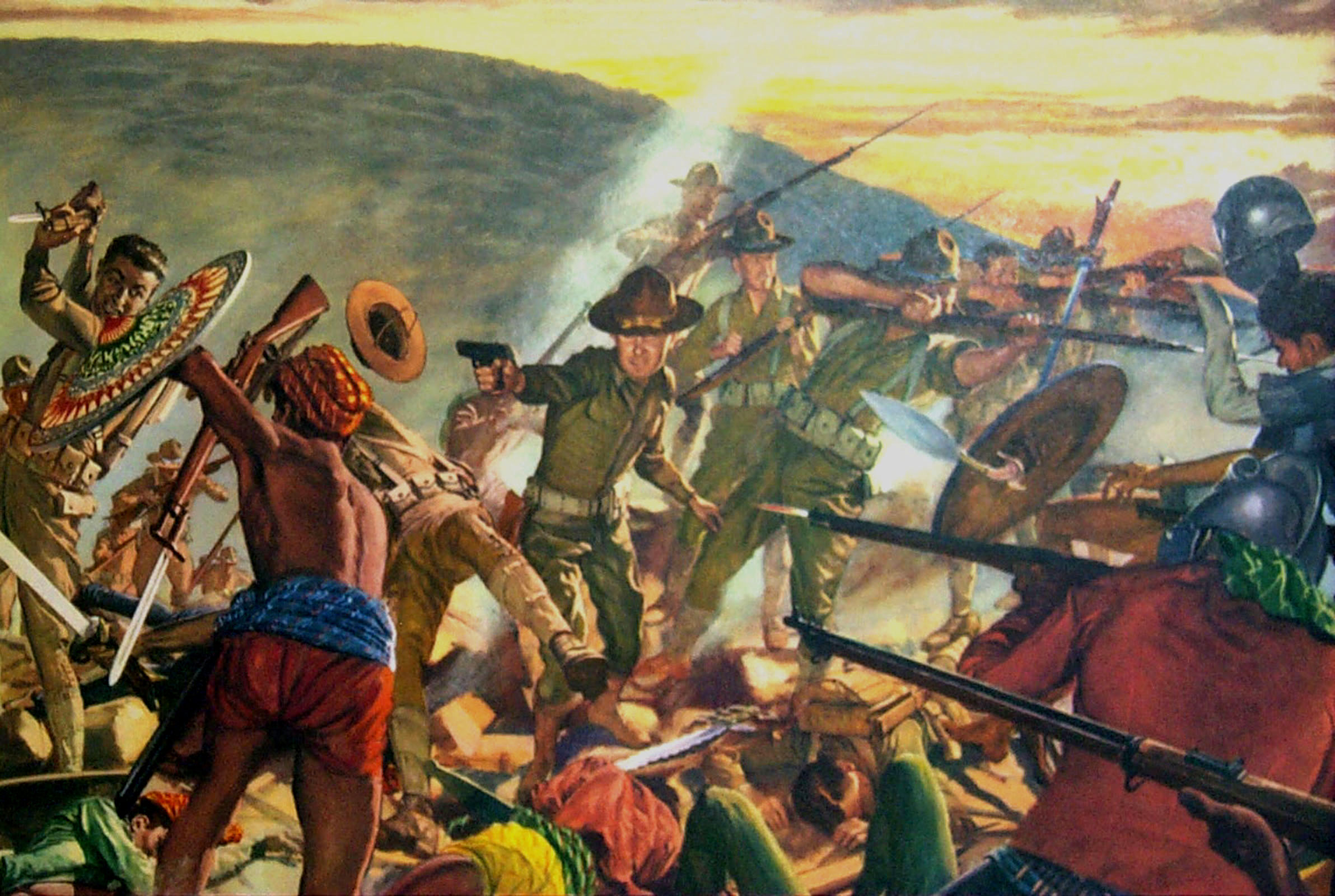
Trận chiến tại đảo Jolo năm 1913, giữa quân Mỹ với tộc Moro.

Người Moro, hay người Bangsamoro, là một sắc tộc Nam Đảo đa số theo đạo Hồi, sống tại khu vực được gọi là Bangsamoro (Quốc gia Moro) gồm Mindanao, Sulu và Palawan. Họ theo Hồi giáo dòng Sunni với dân số là 5 triệu người, chiếm 5% tổng dân số Philppines. Sống tại một quốc gia Công giáo, dân tộc Moro từ lâu đã tìm cách ly khai độc lập.
Trước khi bị Hoa Kỳ xâm lược, nhân dân Moro đã hình thành cho mình những nhà nước độc lập như Hồi quốc Sulu và Hồi quốc Maguindanao.

Lá cờ dân tộc Moro tại Philppines.

Khi Philippines giành độc lập vào năm 1946, dân tộc này lại xảy ra xung đột với Chính phủ mới. Hàng loạt cuộc xung đột đã diễn ra giữa Quân đội Philippines với các lực lượng ly khai như Mặt trận Giải phóng Dân tộc Moro (MNLF), Mặt trận Giải phóng Hồi giáo Moro (MILF),và Abu Sayyaf (ASG) và vẫn còn tiếp diễn đến ngày nay.
Hiện tại thì để cố gắng duy trì ổn định, Chính quyền Manila đã cho thành lập Khu Tự trị Hồi Giáo Mindanao Bangsamoro.